# Jeremejewski selsowet
Der Jeremejewski selsowet (russisch Еремеевский сельсовет) ist eine Landratsgemeinde (selsowet) in Russland. Sie liegt im Tschischminski rajon der Republik Baschkortostan. Verwaltungssitz ist das Dorf Jeremejewo.

## Dörfer
In der Landratsgemeinde liegen folgende Dörfer:
- Jeremejewo (russisch Еремеево)
- Kalmaschewo (russisch Калмашево)
- Kawetka (russisch Каветка)
- Nischnije Termy (russisch Нижние Термы)
- Slak (russisch Слак)
- Subowo (russisch Зубово)
- Werchnyje Termy (russisch Верхние Термы)

## Demographie
| Jahr | Einwohner |
| ---- | --------- |
| 2002 | 2113      |
| 2009 | 2171      |
| 2010 | 2010      |
| 2012 | 1968      |
| 2013 | 1995      |
| 2014 | 2037      |
| 2015 | 2055      |
| 2016 | 2070      |
| 2017 | 2057      |